# Ширшаков, Дмитрий Александрович
Дмитрий Александрович Ширшаков (14 ноября 1973, Москва, СССР) — российский футболист, защитник.
Воспитанник СДЮСШОР ЦСКА. В 1992—1995 годах за дубль армейцев провёл 94 игры, забил 6 мячей. В основной команде дебютировал 2 октября 1994 года во встрече с владикавказским «Спартаком» (2:0), в следующем году провёл ещё четыре матча. С 1996 года — в составе раменского «Сатурна», в 1999 году сыграл 15 игр в высшем дивизионе. Первую половину сезона-2000 провёл во второй команде «Сатурна». Во втором круге перешёл в клуб первого дивизиона «Шинник» Ярославль. В 2001 году Ширшаков отыграл на правах аренды в саратовском «Соколе», но по словам главного тренера Александра Корешкова разочаровал отношением к делу и сезон Премьер-лиги заканчивал в дубле. Затем провёл 4 матча в первенстве КФК (Московская область) за ФК «Шатура» из одноимённого города, где провёл и следующий сезон. По окончании сезона-2001 Ширшаков ездил на просмотр в Израиль, но покинул страну в связи с обострением палестино израильского конфликта. В феврале 2003 подписал контракт с ФК «Салют-Энергия» Белгород. Позже играл за клубы «Луч-Энергия» Владивосток (2004), «Титан» Москва (2005), «Звезда» Серпухов (2006).